# Centro de Escultura Nasher
El Centro de Escultura Nasher es un museo localizado en la calle Flora, en el Distrito de Artes, en el centro de la ciudad de Dallas (Texas). El museo abrió sus puertas en octubre de 2003 y fue fundado por Raymond Nasher y diseñado por Renzo Piano. Alberga la colección privada de Nasher y exposiciones temporales. El museo cuenta también con oficinas, dos niveles de galerías, un restaurante, un anfiteatro, clases y un amplio jardín.
El museo representa la visión de Nasher de crear un museo «sin techo» en las afueras, que sirviera como un refugio del arte y la naturaleza y que al mismo tiempo albergase su colección de esculturas del siglo XX. La meta era producir una estructura de perdurable significación que sostuviese el legado de la colección y evocase los yacimientos de civilizaciones antiguas que fueron sólidamente construidas arqueológicamente y su continuidad en el tiempo.